# Estació de Jussy
L'estació de Jussy és una estació ferroviària situada al municipi francès de Jussy (al departament de l'Aisne).
És servida pels trens del TER Picardie.
| Provinença | Estació anterior | Línia        | Estació següent | Destinació    |
| ---------- | ---------------- | ------------ | --------------- | ------------- |
| Amiens     | Flavy-le-Martel  | TER Picardie | Mennessis       | Saint-Quentin |